# Niklas Johansson (ishockeyspelare)
Niklas Johansson, född 6 augusti 1985 i Piteå, är en svensk ishockeyspelare som spelar för Karlskrona HK i Hockeyallsvenskan.